# Bajóti Lepkés-barlang
A Bajóti Lepkés-barlang a Duna–Ipoly Nemzeti Parkban lévő Gerecsei Tájvédelmi Körzetben, Bajót külterületén található egyik barlang. Denevérek is előfordulnak benne.

## Leírás
A Gerecse hegységben, Bajót külterületén lévő Öreg-kő meredek, sziklafalakkal tagolt K-i oldalában található sziklafal tövében, erdőben van a barlang vízszintes tengelyirányú, 3,5 m magas és 2,7 m széles bejárata. A Bajót központjából a Jankovich-barlanghoz vezető jelzett turistaút mellett helyezkedik el. Felső triász vastagpados dachsteini mészkőben jött létre a barlang. Gömbüstös-gömbfülkés formakincse alapján karsztvízszint alatti oldódással, termálkarsztos hatásra keletkezett. Egy tág bejárati fülkéből és egy kis belső fülkéből áll. Szabadon látogatható.
1989-ben volt először Bajóti Lepkés-barlangnak nevezve a barlang az irodalmában. Előfordul a barlang az irodalmában Lepkés-barlang (Juhász 1986) néven is.

## Kutatástörténet
Az 1959-ben kiadott Gerecse útikalauzban meg van említve, hogy Bajótról az út az Öreg-kő É-i végének sziklás, meredek letörése alatt halad, ahol 15 perces út után (jobb oldalon) található a pados sziklafal aljában egy kőfülke. A kőfülkében lévő bemélyedések, melyek félgömb- vagy üstszerűek, tanúsítják a barlang hévizes (hidrotermális) keletkezését és mutatják a feltörő, örvénylő meleg forrásvíz üreglétrehozó munkáját. Az 1986. január 19-i, az 1989. január 15-i és az 1989. augusztus 12-i barlangbejárásokkor a Vértes László Karszt- és Barlangkutató Csoport megállapította, hogy a Bajóti Lepkés-barlangban (bajóti Lepkés-barlangban) nincs denevér. Az 1994. évi Limesben publikált és Székely Kinga által írt tanulmányban az lett közölve, hogy a 4661/13 barlangkataszteri számú Bajóti Lepkés-barlang Bertalan Károly barlangleltárában nincs benne. A Barlangtani Intézetben a barlangnak nincs kataszteri törzslapja, térképe, fényképe, kutatási törzslapja és irodalmi törzslapja.
Az 1998. január 24-i és az 1998. július 27-i barlangbejárásokkor a Gerecse Barlangkutató és Természetvédő Egyesület megállapította, hogy nincs a barlangban denevér. 2001. február 10-én egy kis patkósdenevért és egy horgasszőrű denevért figyelt meg a Gerecse Barlangkutató és Természetvédő Egyesület két tagja, Juhász Márton és Puskás Sándor a barlangban. A kis patkósdenevér a barlang belső kis termében lévő mennyezeten kb. 3,5 m magasan szabadon lógott. A horgasszőrű denevér a bejárati fülke mennyezetén kb. 3 m magasságban szabadon lógott. Gyakorlatilag felszíninek felel meg tartózkodási helye a fény és hőmérsékleti viszonyok alapján.
A 2001. május 13-i, a 2002. február 17-i, a 2002. augusztus 15-i, a 2003. január 26-i és a 2003. június 21-i barlangbejárásokkor az egyesület megállapította, hogy nincs a barlangban denevér. 2003-ban a Duna–Ipoly Nemzeti Park Igazgatóság megbízásából, az Országos Barlangnyilvántartás részére az Ariadne Karszt- és Barlangkutató Egyesület két tagja, Kovács Richárd és Szabó Evelin mérték fel a barlangot. A felmérés alapján Kovács Richárd szerkesztette meg a barlang alaprajz térképét keresztmetszettel és hosszmetszet térképét. A felmérés szerint a 4661-13 barlangkataszteri számú Bajóti Lepkés-barlang 4 m hosszú, 0,6 m mély és 3,3 m magas. A 2004. január 24-i, a 2004. augusztus 21-i, a 2006. február 12-i és a 2006. július 29-i barlangbejárásokkor a Gerecse Barlangkutató és Természetvédő Egyesület megállapította, hogy nincs a barlangban denevér.
Juhász Márton 2007. évi tanulmányában az olvasható, hogy a Bajóton (Komárom-Esztergom megye) elhelyezkedő Bajóti Lepkés-barlang közhiteles barlangnyilvántartási száma 4661-13, UTM-kódja CT18C3. Mérete miatt (4 m hosszú) a külszíni meteorológiai hatások nagyon érvényesülnek benne. A barlangban a Gerecse Barlangkutató és Természetvédő Egyesület 1986 és 2006 között 21 téli és 22 nyári (összesen 43) denevér-megfigyelést végzett, amelyek közül csak 1 téli volt eredményes. 2001. február 10-én regisztrálva volt a bejárati fülkében 1 horgasszőrű denevér (Myotis nattereri), a belső fülkében 1 kis patkósdenevér (Rhinolophus hipposideros) jelenléte. A szabadon látogatható barlang közkedvelt kirándulóhely közelében van, de nem fenyegeti számottevő emberi zavarás. Jelenleg nincs szükség védelmi intézkedésre, beavatkozásra.
A 2009. január 30-i, a 2009. június 23-i, a 2010. február 17-i, a 2010. július 1-i, a 2011. június 30-i, a 2011. december 28-i, a 2012. június 29-i, a 2012. december 27-i, a 2013. június 15-i, a 2013. december 30-i, a 2014. február 1-i, a 2014. március 1-i, a 2014. március 29-i és a 2014. június 29-i barlangbejárásokkor a Gerecse Barlangkutató és Természetvédő Egyesület megállapította, hogy nincs a barlangban denevér.
Polacsek Zsolt és Ba Julianna 2016. évi jelentése szerint az Öreg-kő egyik érdekes barlangcsoportja (Öreg-kői 2. sz. zsomboly, Bajóti Ördög-lyuk, Bajóti Lepkés-barlang és Húsvét-barlang) az Öreg-kői 2. sz. zsomboly környezetében helyezkedik el. Ezen a helyen az egykor kialakult üregek sokkal érintetlenebb, autentikusabb állapotban tanulmányozhatók. Ezek a barlangok termálkarsztos folyamatok során jöhettek létre, de mivel csak kissé ismertek, nincs sok nyoma létezésüknek a szakirodalomban sem. Mindegyik üregnek a sziklafalban vagy annak tövében van a bejárata. Sokkal kisebb mértékben vannak jelen bennük az emberi beavatkozás nyomai, mint az Öreg-kő másik barlangcsoportját alkotó Jankovich-barlangban, Baits-barlangban, Szalay-barlangban és esetleg az Öreg-kői 1. sz. zsombolyban. A régóta ismert kis Lepkés-barlang 3 m hosszú a barlangnyilvántartás szerint. Tág ürege egy roncsolt gömbüst. Polacsek Zsolték kis munkával, a behullott avar elkotrásával, már az első alkalommal be tudtak kúszni egy kis terembe, melynek felfedezésével 7 m hosszú lett a barlang.

## Denevér-megfigyelések
| \| Dátum \| Denevérfaj \| Egyedszám \| \| ------------------- \| ------------------- \| --------- \| \| 1986. január 19. \| – \| – \| \| 1989. január 15. \| – \| – \| \| 1989. augusztus 12. \| – \| – \| \| 1990. február 17. \| – \| – \| \| 1990. június 28. \| – \| – \| \| 1991. február 23. \| – \| – \| \| 1991. július 13. \| – \| – \| \| 1994. január 29. \| – \| – \| \| 1994. július 23. \| – \| – \| \| 1997. január 19. \| – \| – \| \| 1997. július 26. \| – \| – \| \| 1998. január 24. \| – \| – \| \| 1998. július 27. \| – \| – \| \| 2001. február 10. \| Kis patkósdenevér \| 1 \| \| 2001. február 10. \| Horgasszőrű denevér \| 1 \| \| 2001. május 13. \| – \| – \| \| 2002. február 17. \| – \| – \| \| 2002. augusztus 15. \| – \| – \| \| 2003. január 26. \| – \| – \| \| 2003. június 21. \| – \| – \| \| 2004. január 24. \| – \| – \| \| 2004. augusztus 21. \| – \| – \| \| 2006. február 12. \| – \| – \| \| 2006. július 29. \| – \| – \| \| 2009. január 30. \| – \| – \| \| 2009. június 23. \| – \| – \| \| 2010. február 17. \| – \| – \| \| 2010. július 1. \| – \| – \| \| 2011. június 30. \| – \| – \| \| 2011. december 28. \| – \| – \| \| 2012. június 29. \| – \| – \| \| 2012. december 27. \| – \| – \| \| 2013. június 15. \| – \| – \| \| 2013. december 30. \| – \| – \| \| 2014. február 1. \| – \| – \| \| 2014. március 1. \| – \| – \| \| 2014. március 29. \| – \| – \| \| 2014. június 29. \| – \| – \| |                     |           |
| Dátum | Denevérfaj          | Egyedszám |
| 1986. január 19. | –                   | –         |
| 1989. január 15. | –                   | –         |
| 1989. augusztus 12. | –                   | –         |
| 1990. február 17. | –                   | –         |
| 1990. június 28. | –                   | –         |
| 1991. február 23. | –                   | –         |
| 1991. július 13. | –                   | –         |
| 1994. január 29. | –                   | –         |
| 1994. július 23. | –                   | –         |
| 1997. január 19. | –                   | –         |
| 1997. július 26. | –                   | –         |
| 1998. január 24. | –                   | –         |
| 1998. július 27. | –                   | –         |
| 2001. február 10. | Kis patkósdenevér   | 1         |
| 2001. február 10. | Horgasszőrű denevér | 1         |
| 2001. május 13. | –                   | –         |
| 2002. február 17. | –                   | –         |
| 2002. augusztus 15. | –                   | –         |
| 2003. január 26. | –                   | –         |
| 2003. június 21. | –                   | –         |
| 2004. január 24. | –                   | –         |
| 2004. augusztus 21. | –                   | –         |
| 2006. február 12. | –                   | –         |
| 2006. július 29. | –                   | –         |
| 2009. január 30. | –                   | –         |
| 2009. június 23. | –                   | –         |
| 2010. február 17. | –                   | –         |
| 2010. július 1. | –                   | –         |
| 2011. június 30. | –                   | –         |
| 2011. december 28. | –                   | –         |
| 2012. június 29. | –                   | –         |
| 2012. december 27. | –                   | –         |
| 2013. június 15. | –                   | –         |
| 2013. december 30. | –                   | –         |
| 2014. február 1. | –                   | –         |
| 2014. március 1. | –                   | –         |
| 2014. március 29. | –                   | –         |
| 2014. június 29. | –                   | –         |